# Sân bay Robin Hood Doncaster Sheffield
Sân bay Robin Hood Doncaster Sheffield (IATA: DSA, ICAO: EGCN) một sân bay quốc tế nằm ở Căn cứ không quân hoàng gia Finningley cũ tại Finningley, trong Borough Metropolitan Doncaster trong South Yorkshire, Anh. Sân bay có cự ly 3 hải lý (5,6 km; 3,5 mi) về phía đông nam của Doncaster  và 18 mi (29 km) về phía đông của Sheffield. Sân bay đã phục vụ 724.252 lượt hành khách trong năm 2014, sân bay Robin Hood là sân bay nhỏ hơn trong hai sân bay thương mại lớn của Yorkshire, sân bay kia là sân bay Leeds Bradford .
Sân bay ban đầu được vận hành bởi Peel Airports, một bộ phận của Peel Group. Tại thời điểm này, Peel sân bay cũng đã sở hữu và quản lý sân bay Liverpool John Lennon và sân bay thành phố Manchester. Peel Airports cũng sở hữu một cổ phần 75% trong sân bay Durham Tees Valley, 25% còn lại thuộc sở hữu của các hội đồng địa phương trong khu vực DTVA.. Sân bay Doncaster Sheffield có giấy phép sử dụng cảng hàng không của Cục hàng không Anh (số P876) cho phép các chuyến bay vận chuyển hành khách công cộng hay các chỉ dẫn bay.